# Peter Richard Kenrick
Peter Richard Kenrick (ur. 17 sierpnia 1806 w Dublinie, zm. 4 marca 1896) – amerykański duchowny katolicki pochodzenia irlandzkiego, pierwszy arcybiskup metropolita St. Louis.

## Życiorys
Urodził się w rodzinie Thomasa i Jane Kenrick. Jego bratem był Francis Patrick Kenrick, arcybiskup Baltimore i prymas Stanów Zjednoczonych. Miał też stryja Richarda, który był księdzem diecezjalnym w Dublinie. Właśnie dzięki niemu wstąpił do Maynooth College w wieku 21 lat. Po pięcioletnich przygotowaniach do kapłaństwa ordynowany został dnia 6 marca 1832 przez arcybiskupa Dublina Daniela Murraya. Na zaproszenie brata wyjechał do USA, by tam pracować duszpastersko w Filadelfii, gdzie brat był wówczas koadiutorem. W niedługim czasie został proboszczem miejscowej katedry i wikariuszem generalnym diecezji. Jako wybitny teolog znany jest z kilku dzieł, które napisał w owym czasie, m.in. o ważności święceń anglikańskich. W roku 1840 wyjechał do Rzymu, gdzie zamierzał wstąpić do jezuitów, jednak po konsultacji z przełożonym generalnym zakonu, zrezygnował z tych zamiarów. W Wiecznym Mieście zauważył go ówczesny biskup diecezji Saint Louis Joseph Rosati C.M., który zwrócił się do Stolicy Apostolskiej, by młody ksiądz Kenrick został jego koadiutorem. Papież wyraził zgodę.
30 kwietnia 1841 otrzymał nominację na koadiutora biskupa St. Louis ze stolicą tytularną Draso. Sakrę otrzymał z rąk bpa Rosati. Sukcesję przejął niespodziewanie dwa lata później po nagłej śmierci ordynariusza St. Louis w wieku 54 lat. 37-letni Kenrick miał odtąd pasterzować diecezji, która ze względu na swą rozległość dostarczała dużo problemów duszpasterskich. Przede wszystkim brakowało kapłanów, po przysłanie których musiał zwracać się do diecezji europejskich. Już na początku swych rządów zostało utworzonych kilka nowych diecezji, potem zaczęły powstawać kolejne, głównie dzięki jego zaangażowaniu. Bardzo dużo problemów sprawiało również wizytowanie ogromnych przestrzeni. Biskup, a od 1847 arcybiskup Kenrick przemierzał często swą archidiecezję na koniu sypiając w skromnych chatkach. Podczas swego pasterzowania znacząco przyczynił się do rozwoju katolicyzmu. Wspierał powstawanie instytucji katolickich, założył dziennik, a także sprowadził wiele zakonów. W czasie wojny secesyjnej zachował pozycję neutralną. Brał udział w II sesji Synodu Plenarnego w Baltimore. Zrobił tam ogromne wrażenie jako erudyta. Po ogłoszeniu dogmatu o nieomylności papieskiej w 1870, mimo niechęci do jego zaakceptowania ostatecznie poparł dokument.
Podczas ponad półwiecznych rządów w archidiecezji miał do pomocy dwóch koadiutorów, z których drugi, John Joseph Kain, został ostatecznie jego następcą 21 maja 1895 roku. Abp Kenrick zrezygnował wówczas ze względu na zaawansowany wiek i stan zdrowia. Otrzymał wtedy stolice tytularną Marcianopolis. Zmarł niecały rok później i pochowany został na Calvary Cementry w St. Louis. Jego imieniem nazwano Archidiecezjalne Seminarium Duchowne w St. Louis.